# San Gemini
San Gemini is een gemeente in de Italiaanse provincie Terni (regio Umbrië) en telt 4587 inwoners (31-12-2004). De oppervlakte bedraagt 27,6 km², de bevolkingsdichtheid is 166 inwoners per km².
De volgende frazioni maken deel uit van de gemeente: Colle Pizzuto, Quadrelletto, Sangemini Fonte.

## Demografie
San Gemini telt ongeveer 1783 huishoudens. Het aantal inwoners steeg in de periode 1991-2001 met 6,7% volgens cijfers uit de tienjaarlijkse volkstellingen van ISTAT.
| Jaar | Inwoneraantal |
| ---- | ------------- |
| 1991 | 4226          |
| 2001 | 4510          |

## Geografie
De gemeente ligt op ongeveer 337 m boven zeeniveau.
San Gemini grenst aan de volgende gemeenten: Montecastrilli, Narni, Terni.